# Dirk Stülcken
Dirk Stülcken (Amburgo, 21 settembre 1941) è un ex calciatore tedesco, di ruolo centrocampista.

## Carriera
Inizia la carriera nel St. Pauli, con cui sfiora la promozione in Bundesliga nella Fußball-Regionalliga 1963-1964, dopo aver vinto il girone settentrionale, perdendola nei gironi finali.
Nella stagione 1965-1966 gioca sempre nella cadetteria tedesca, in forza al Concordia Amburgo.
Nel 1968 viene ingaggiato dagli statunitensi del Detroit Cougars, per disputare la prima edizione della North American Soccer League. Con il club di Detroit ottiene il quarto ed ultimo posto della Lakes Division.